# لوی کولویل
لوی کولویل (انگلیسی: Levi Colwill؛ زادهٔ ۲۶ فوریهٔ ۲۰۰۳) بازیکن فوتبال اهل انگلستان است که در پست مدافع میانی برای باشگاه فوتبال چلسی در لیگ برتر فوتبال انگلستان و در تیم ملی انگلیس بازی می‌کند.
وی همچنین در تیم‌های ملی فوتبال زیر ۱۶سال انگلستان، زیر ۱۷ سال انگلستان و زیر ۱۹ سال انگلستان بازی کرده است.

## افتخارات
چلسی
- لیگ کنفرانس اروپا: ۲۵–۲۰۲۴[۱]
- جام جهانی باشگاه‌ها: ۲۰۲۵[۲]
- جام اتحادیه باشگاه‌های انگلستان نایب قهرمان: جام اتحادیه فوتبال انگلستان ۲۴–۲۰۲۳[۳]

زیر ۲۱ سال انگلستان
- جام ملت‌های اروپا زیر ۲۱ سال: ۲۰۲۳[۴]

انفرادی
- تیم جام ملت‌های اروپا فوتبال زیر ۲۱ سال: ۲۰۲۳[۵]
- تیم بازیکنان جوان فدراسیون بین‌المللی تاریخ و آمار فوتبال: ۲۰۲۳[۶]